# Karachi Grammar School
Die Karachi Grammar School (KGS) ist eine private, unabhängige, durch Schulgebühren finanzierte Schule in Karatschi.
Die Schule hat über 2400 Schüler von 3 bis 19 Jahren. Sie besteht aus drei Gebäuden. Das älteste Schulhaus, in dem gegenwärtig die middle section unterrichtet werden, befindet sich in Saddar, dem alten Stadtkern im südlichen Verwaltungsdistrikt. Die KGS ist die älteste Privatschule in Pakistan und zweitälteste in Südasien.